# فرودگاه پیرن
فرودگاه پیرن (به انگلیسی: Payerne Airport) یک فرودگاه نظامی است . این فرودگاه در شهر پیرن کشور سوئیس قرار دارد و در ارتفاع ۴۴۵ متری از سطح دریا واقع شده است.